# رونی باکنام
رونی باکنام (انگلیسی: Ronnie Bucknum؛ زادهٔ ۵ آوریل ۱۹۳۶ در آلهامبرا، کالیفرنیا، درگذشتهٔ ۲۳ آوریل ۱۹۹۲ در سان لوئیس اوبیسپو، کالیفرنیا) رانندهٔ مسابقات اتومبیل‌رانی اهل ایالات متحده آمریکا بود که از فصل ۱۹۶۴ تا ۱۹۶۶ در مجموع در یازده گراند پری از مسابقات جهانی فرمول یک شرکت کرد.
باکنام در طول دوران فعالیت خود در فرمول یک ۲ امتیاز را به نام خود به‌ثبت رساند.
باکنام در ۲۳ آوریل ۱۹۹۲ بر اثر ابتلا به بیماری دیابت در سان لوئیس اوبیسپو، کالیفرنیا درگذشت.